# Adam Saunders
Adam Peter Saunders (* 6. November 1986 in Sydney) ist ein australischer Schauspieler.

## Leben
Adam Saunders studierte an der Brent Street School of Performing Arts unter der Leitung von Robbie Krupski. Weiterhin lernte er bei der Sydney Talent Company und absolvierte das Australia College of Entertainment. Danach hatte Saunders zahlreiche Auftritte in TV-Serien wie Home and Away und The Potato Factory, wobei ihm jedoch vor allem seine Rolle als Heath Carroll in Blue Water High internationale Bekanntheit einbrachte. Saunders spielte außerdem regelmäßig in TV-Werbespots und war Model für einige Kataloge.

## Filmografie (Auswahl)
- 2000: The Potato Factory (Fernsehserie)
- 2000: Water Rats – Die Hafencops (Water Rats) (Fernsehserie)
- 2002: All Saints
- 2005: Home and Away (Fernsehserie)
- 2005–2006: Blue Water High (Fernsehserie)
- 2007: McLeods Töchter (McLeod's Daughters) (Fernsehserie)
- 2010: Dance Academy (Fernsehserie)
- 2011: A Heartbeat Away
- 2015: Der Moment der Wahrheit (Truth)
- 2017: Find Your Voice